# Johannes den Hertog
Johannes den Hertog (Amsterdam, 20 januari 1904 – aldaar, 18 oktober 1982) was een Nederlands pianist, klavecinist, dirigent en zangdocent.

## Familie
Hij, slechts een enkele keer aangeduid als Johan den Hertog, werd geboren binnen het gezin van muzikant/politicus/journalist/onderwijzer  Herman Johannes den Hertog en Geertruide Jantiene Delfgou. Hij is de broer van de hoogleraar organische chemie Herman den Hertog.
Johannes den Hertog is in 1934 getrouwd met de harpiste van het concertgebouworkest Phia Berghout, maar een echtscheiding volgde in oktober 1946. Hij hertrouwde in 1948 met Klaartje Gast. In 1974 werd hij benoemd tot ridder in de orde van Oranje Nassau.

## Muziek
Zijn opleiding bestond uit pianolessen van zijn vader, Cornelis Dopper, Westenburg (een leerling van Willem Andriessen) en verdere zelfstudie, alsmede een voltooide rechtenstudie.
Hij was enige tijd dirigent van de Wagnervereniging. In de jaren twintig en dertig van de 20e eeuw was hij regelmatig repetitor voor de Bayreuther Festspiele, een aantal jaren ook op verzoek van Winifred Wagner. In aanloop tot en in de Tweede Wereldoorlog was hij van 1 september 1938 tot 1941 tweede dirigent van het Concertgebouworkest (hij was er ook orkestpianist). Hij zou er ongeveer 40 concerten leiden. Gedurende die oorlog was hij intendant van het Gemeentelijk Theaterbedrijf Amsterdam. In september 1945 werd hij voor vijf jaar geschorst vanwege steun aan het Departement van Volksvoorlichting en Kunsten, concerten voor het Nederlands Arbeidsfront en het regelmatig bezoeken van nazicentrum Bayreuth. In 1946 werd hij door de Centrale Eereraad weer vrijgesproken. Hij kon in 1948 aan de slag als muziekdirecteur van de Koninklijke Vlaamse Opera. Op 13 mei 1950 was hij de leider tijdens de wereldpremière van De Nachtwacht van Henk Badings in Antwerpen. In 1960 was hij weer in Amsterdam en bekleedde functies als chef-dirigent en chef muzikale instudering bij de Operastichting.
In 1965 zat hij in de leiding van de Operastichting, samen met onder andere Leo Driehuys. In 1966 nam hij Ans Philippo op sleeptouw; zij was in eerste instantie afgewezen, maar Den Hertog gaf haar een tweede kans. Hij gaf in de jaren zestig enige tijd les aan het Rotterdams Conservatorium.
Hij heeft een vertalingen van enkele opera’s op zijn naam staan. Hij vertaalde onder andere Markopolous van Leoš Janáček, De speler van Sergej Prokofjev en De verkochte bruid van Bedřich Smetana. Die laatste vertaling was niet tot ieders genoegen. Het Vrije Volk noemde het een kromme vertaling en onverstaanbaar; NRC Handelsblad noemde het een fraaie en bijzonder goed zingbare vertaling (januari 1983).
Hij zat vaak in jury’s van zangconcoursen. Hij is een van de docenten van Gré Brouwenstijn. Van zijn hand verscheen een kleine orkestsuite (Suite in A groot), op 12 juni 1930 uitgevoerd door het Concertgebouworkest onder leiding van Cornelis Dopper. In 1935 schreef hij de compositie Maria-weg, waarbij de harppartij werd gespeeld door Phia Berghout, zijn toenmalige echtgenote.
- Gemeinsame Normdatei: 135367859
- International Standard Name Identifier: 0000 0000 4747 8483
- Library of Congress Control Number: no2007050558
- MusicBrainz: 323b567f-233e-428f-aa81-f37f4218ae48
- Nationale Bibliotheek van Israël: 987007317882305171
- Virtual International Authority File: 80138279
- WorldCat: E39PBJqVQBhfDRpb6BGbtjQKBP